# Jermaine Stewart
William Jermaine Stewart (1957. szeptember 7. – 1997. március 17.) amerikai R&B énekes, legismertebb Billboard slágere a  We Don't Have to Take Our Clothes Off című dal volt, mely az 1986-ban megjelent Frantic Romantic című albumon szerepel.

## A kezdetek, pályafutása
Stewart Columbus, Ohio-ban született. Szülei Ethel M és Eugene Stewart. A család 1972-ben költözött Chicagoba, ahol Stewart pályája is kezdődött. Elismerést a Soul Train című Tv Show-ban szerzett, melyet Chicagoban forgattak. Ott találkozott először a Soul Train táncosaival, majd később Jody Watley-vel, és Jeffrey Daniels-szel, amikor Los Angelesbe költözött. Hárman ők barátok lettek, majd a Soul Train táncosai lettek, több év után, amikor a táncosokkal Londonban turnéztak, ekkor találkozott Stewart a Culture Club egyik tagjával Mikey Craig-gal, aki segített neki, akivel demót készítettek Miss Me Blind címmel,  majd sikerült lemezszerződéshez jutnia az Arista kiadónál.
Első bemutatkozó albuma Word Is Out az amerikai lista 90. helyéig jutott, és 30. lett az amerikai R&B Slágerlistán. Stewart következő albuma volt az 1986-ban megjelent Frantic Romantic, rajta a máig közkedvelt We Don't Have to Take Our Clothes Off című dal. A dal benne volt az első tízben az Egyesült Királyságban, Kanadában, és Írországban is. Az album a 34. helyen végzett az amerikai listákon, és az egyik legkeresetebb album lett.
Stewart harmadik albuma Say It Again, melynek előkészületében André Cymone segédkezett, és támogatott. Az erről kimásolt első kislemez a Say It Again lett Stewart második Billboard slágere, és az amerikai Top 10-ben is helyezést ért el. Az angol kislemez listán a 7. helyen végzett. Az albumról kimásolt további három kislemez remixeit Phil Harding készítette el. Többek között a Get Lucky című dalét is, mely a Top 40 Billboard Slágerlistára is felkerült. Angliában a 13. helyig jutott. A Don't Talk Dirty To Me című kislemeze az angol lista 61. helyéig jutott, illetve a legnagyobb eladási rekordot döntögette 1988-ban.  Az Is It Really Love című dala szintén közkedvelt lett Európában, legfőképpen Németországban.
A negyedik, és egyben utolsó albuma az Arista kiadó labelje alatt jelent meg What Becomes Legend Most címmel, ám nem volt különösebb hatása az amerikai piacon. Az albumról kimásolt egyetlen dal Tren de Amor az Egyesült Királyságban bekerült a Top 100-ba. 1989-ben Stewart egy Andy Summert által írt betétdalban közreműködött a Weekend at Bernie film betétdalában.
1991-ben Stewart összeállt a Chicago producerével Jesse Saunders-szel, hogy elkészítsék a soron következő albumot. A Set Me Free című dal amerikában kelendő dalnak számított, ám az album nem került kiadásra.
Röviddel halála előtt Stewart visszatért a stúdióba, hogy új albumát Believe In Me címmel felvegye, ám az album felvételei nem fejeződtek be. A kész dalokat a 2005-ös Attention! A Tribute to Jermaine Stewart című albumán jelentette meg a BFG Records által Stewart bátyja. Első 1986-os albumát 2010-ben a Cherry Red kiadó újra megjelentette CD lemezen először az első kiadás óta. A lemezen bónusz dalok is helyet kaptak, mely először CD-n debütált. Úgy mint a Jody és a Dance Floor című dalok.
2011-ben a We Don't Have to Take Our Clothes Off című dalt az Egyesült Királyságban egy Cadbury reklámban használták fel. A dal ismét slágerlistás lett, és a 29. helyezést érte el.

## Halála
Stewart halálát AIDS betegség okozta, mely májtumorral párosult. 1997-ben Chicago külvárosában, Homewood, Illnoisban halt meg.

## Diszkográfia
Albumok
- 1984: The Word Is Out
- 1986: Frantic Romantic (US Pop #34, US R&B #31
- 1987: Say It Again
- 1989: What Becomes a Legend Most
- 1992: Set Me Free (Újra kiadott album)
- 1999: Attention: A Tribute to Jermaine Stewart
- 2005: Greatest Hits

Kislemezek
- 1983: "The Word Is Out"
- 1985: "I Like It"
- 1985: "Get Over It"
- 1986: "We Don't Have to Take Our Clothes Off"
- 1986: "Frantic Romantic"/"Versatile"
- 1986: "Jody"
- 1987: "Don't Ever Leave Me"
- 1987: "Say It Again"
- 1988: "Get Lucky"
- 1988: "Don't Talk Dirty to Me"
- 1989: "Is It Really Love?"
- 1989: "Hot And Cold"
- 1989: "Tren de Amor"
- 1990: "Every Woman Wants To"
- 1992: "Set Me Free"

## Fordítás
- Ez a szócikk részben vagy egészben  a   Jermaine Stewart című angol Wikipédia-szócikk ezen változatának fordításán alapul.  Az eredeti cikk szerkesztőit annak laptörténete sorolja fel. Ez a jelzés csupán a megfogalmazás eredetét és a szerzői jogokat jelzi, nem szolgál a cikkben szereplő információk forrásmegjelöléseként.